# Райкоке
Райкоке (рос. Райкоке, яп. 雷公計島) — найпівнічніший острів середньої групи Великої гряди Курильських островів. Адміністративно входить в Сєверо-Курильський міський округ Сахалінської області. Незаселений.
Острів являє собою надводну частину вулкана Райкоке (551 м). Форма острова округла, близько 2 км в діаметрі. Кратер глибиною близько 60 м.
Прісної води немає. Рослинності майже немає. Водяться дрібні гризуни. Гніздяться птахи — глупиші, чистики, тупики, баклани, кайри.
Відділений протокою Крузенштерна від острова Шіашкотана, розташованого за 70 км на північний схід; протокою Головніна — від острова Матуа, розташованого за 18 км південніше. За 50 км на північний схід від острова Райкоке — скелі Ловушкі.

## Виверження 2019

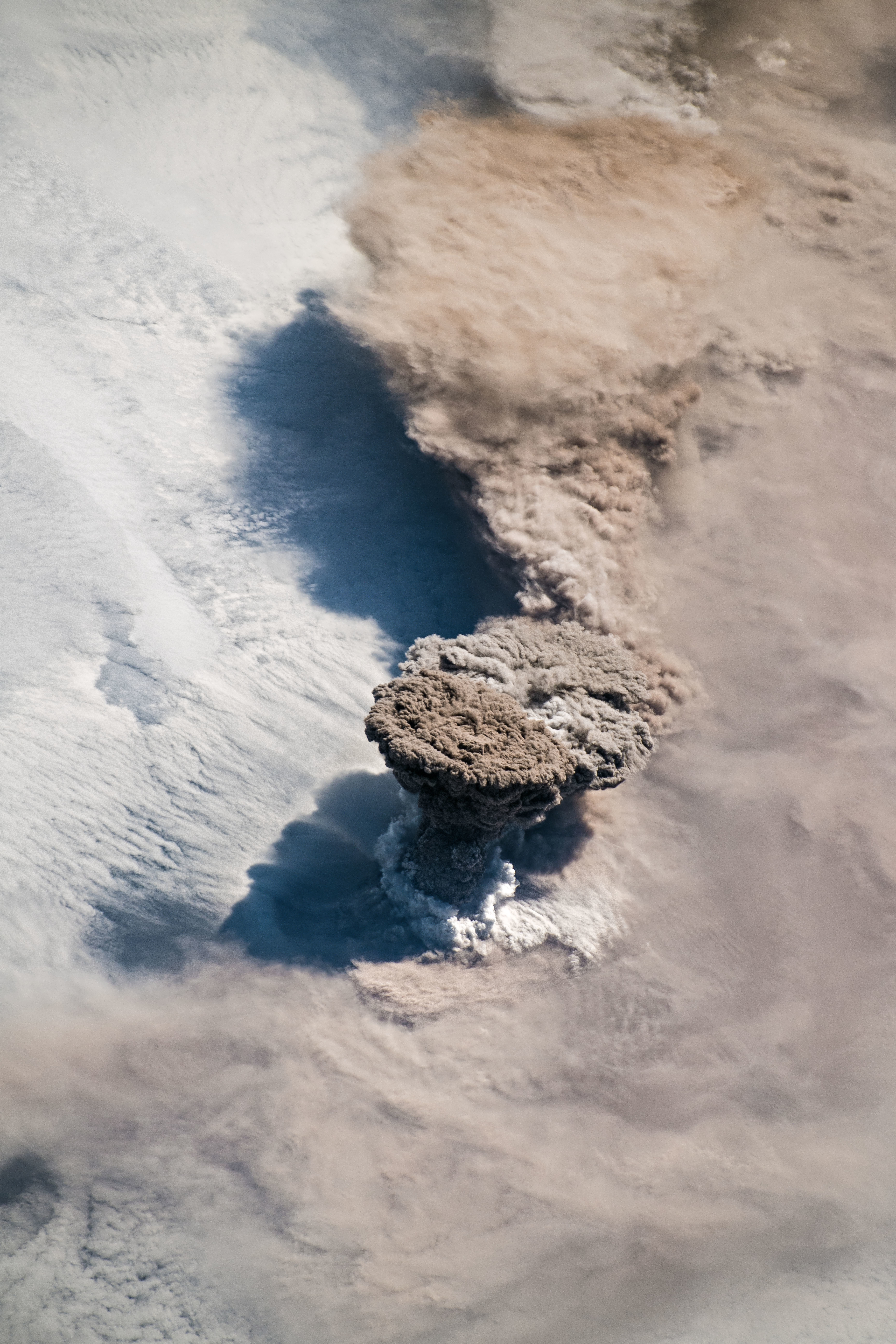
Викид шлейфу із золи і вулканічних газів з вулкану Райкоке під час виверження 2019. Фото із космосу

Приблизно о 4-й годині ранку 22 червня 2019 року почалося виверження вулкану, із викидом золи і газів, що сягає висоти від 13000 м до 17000 м, що здійнялося крізь тропопаузу і  спричинило викид вулканічного попелу і діоксиду сірки у стратосферу .

## Історія
Райкоке відвідували мисливські та рибальські експедиції народу Айни, але це не було місцем їх постійного проживання на часи Європейських контактів із ними. Острів присутній на офіційних мапах, що зображають як території роду Матцумае, феодальним ханством періоду Едо станом на 1644, і ці володіння були офіційно підтверджені Сьоґунатом Токугава в 1715 році. Згодом цю територію забрала Російська Імперія; суверенітет початково переходив Російській імперії за умовами Сімодського трактату, але згодом його повернули Японській імперії завдяки Санкт-Петербурзькому договору разом з іншими островами Курил.
Раніше острів був адміністративною частиною району Шимушу Округу Немуро, Хоккайдо. Після Другої світової війни, він перейшов під контроль Радянського Союзу, і тепер є адміністративною частиною Сахалінської області Росії.